# Scytodes kaokoensis
Scytodes kaokoensis är en spindelart som beskrevs av Lawrence 1928. Scytodes kaokoensis ingår i släktet Scytodes och familjen spottspindlar.
Artens utbredningsområde är Namibia. Inga underarter finns listade i Catalogue of Life.